# Humoreska
Humoreska je literární žánr, definovaný jako krátká povídka nebo novela s humoristickým obsahem, literární miniatura v próze nebo ve verších. Vyznačuje se úsměvným až rozmarným tónem. Má žertovný obsah, smírné vyústění, avšak jako humoristická literatura vůbec spojuje komično s vážnějším společenským cílem.
Humoresky byly oblíbenými formami humoristických časopisů a kalendářů, časté byly v německé literatuře 18. a 19. století a v české próze 19. století.

## Někteří autoři
- Christoph Martin Wieland
- Gotthold Ephraim Lessing
- Ludwig Anzengruber
- Jan Neruda
- Svatopluk Čech
- Ignát Herrmann
- Jaroslav Hašek